# هيكل سليمان
معبد سليمان، المعروف أيضاً باسم "الهيكل الأول" (بالعبرية: בית ראשון، بايت ريشون)، هو معبد مذكور في النصوص التوراتية يُعتقد أنه شيد في القدس بين القرن العاشر والقرن السادس قبل الميلاد. تستند أوصاف هذا المعبد بشكل رئيسي إلى روايات الكتاب المقدس العبري، حيث يُنسب بناؤه إلى الملك سليمان، قبل أن يُدمَّر أثناء حصار نبوخذ نصر الثاني ملك الإمبراطورية البابلية الحديثة للقدس عام 587 قبل الميلاد.
نظراً للحساسية الدينية والسياسية المرتبطة بجبل الهيكل لم يُسمح بإجراء حفريات أثرية في موقع جبل الهيكل، ولم يُعثر حتى الآن على بقايا مؤكدة للهيكل المدمر. يتفق معظم الباحثين المعاصرين على أن الهيكل الأول كان قائماً على جبل الهيكل في القدس وقت الحصار البابلي، إلا أن هناك جدلاً واسعاً بين العلماء حول تاريخ بنائه وهوية بانيه.
تتضمن أسفار الملوك في الكتاب المقدس العبري سرداً تفصيلياً لأمر سليمان ببناء الهيكل، وتُنسب إليه أيضاً وضع تابوت العهد في "قدس الأقداس"، وهو الحيز الداخلي المغلق من البناء. كان الدخول إلى قدس الأقداس مقصوراً فقط على رئيس كهنة بني إسرائيل، ولم يكن يُسمح له بذلك إلا مرة واحدة في السنة في يوم الغفران، حاملاً دم ذبيحة ومحرقاً البخور. بالإضافة إلى كونه بيت عبادة، كان الهيكل الأول يُستخدم أيضاً كمكان اجتماع لبني إسرائيل.
أدى تدمير الهيكل الأول والسبي البابلي اللاحق إلى تحولات جوهرية في المعتقدات الدينية لدى بني إسرائيل، حيث اعتُبرت هذه الأحداث تحقيقاً لنبوءات توراتية، وأسهمت في الانتقال من التعددية الدينية أو عبادة إله واحد بين عدة آلهة (كما في اليهوية) إلى التوحيد اليهودي الصارم.
كان يُنظر سابقاً إلى الرواية التوراتية حول بناء الهيكل الأول على يد سليمان باعتبارها تاريخية، لكن منذ ثمانينيات القرن العشرين بدأ بعض الباحثين يشككون في وجود معبد في القدس يعود للقرن العاشر قبل الميلاد، واقترح بعضهم أن البناء الأصلي الذي شيده سليمان كان متواضعاً نسبياً ثم أعيد بناؤه لاحقاً على نطاق أوسع. حتى الآن، لم يُعثر على دليل أثري مباشر يؤكد وجود هيكل سليمان. ويرجع ذلك جزئياً إلى الحساسية الدينية والسياسية البالغة للموقع، ما حال دون إجراء حفريات أثرية حديثة في جبل الهيكل.
ومع ذلك، أظهرت بعض الاكتشافات الأثرية الحديثة من العصر الإسرائيلي في مناطق أخرى من القدس وضواحيها تشابهاً مع وصف الهيكل في الكتاب المقدس، مثل نموذج لمزار من أوائل القرن العاشر قبل الميلاد عُثر عليه في خربة قيافة، ومعبد تل موتسا الذي يعود للقرن التاسع قبل الميلاد في منطقة موتسا بغرب القدس. كما أن وصف الهيكل في الكتاب المقدس يشترك في سمات مع معابد سورية-حيثية من نفس الفترة وُجدت في سوريا وتركيا المعاصرتين، مثل معبدي عين دارا وتل طعينات.
يذكر أن بعد عودة اليهود من السبي البابلي، بني الهيكل الثاني ليحل محل هيكل سليمان.

## الموقع
يذكر عالم الآثار الإسرائيلي إسرائيل فينكلشتاين أن الموقع الدقيق للهيكل لا يزال غير معروف. ومع ذلك، يُعتقد أن الهيكل كان مقامًا على التل الذي بُني عليه لاحقًا الهيكل الثاني، ويُعرف اليوم بجبل الهيكل، وهو الموقع الذي تقوم عليه قبة الصخرة حالياً.
وبحسب الكتاب المقدس، بُني هيكل سليمان على جبل موريا في القدس، وهو المكان الذي ظهر فيه ملاك الرب للنبي داوود (أخبار الأيام الثاني 3:1). وكان هذا الموقع في الأصل بيدراً للحبوب اشتراه داوود من أرونة اليبوسي (صموئيل الثاني 24:18–25؛ أخبار الأيام الثاني 3:1).
ويرى الباحثان شميد وروبريشت أن موقع الهيكل كان في الأصل مزارًا يبوسيًا، اختاره سليمان بهدف توحيد الشعبين: اليبوسيين وبني إسرائيل.

## السرد الكتابي

### البناء
وفقًا لسفر الملوك الأول، وُضع أساس الهيكل في شهر زيف، وهو الشهر الثاني من السنة الرابعة لحكم سليمان، واكتمل البناء في شهر بول، الشهر الثامن من السنة الحادية عشرة من حكمه، ما يعني أن البناء استغرق حوالي سبع سنوات.
وتشير الروايات في الكتاب المقدس العبري إلى أن الصوريين (سكان مدينة صور) لعبوا دورًا رئيسيًا في بناء الهيكل. يذكر سفر صموئيل الثاني أن داوود وملك صور، حيرام، شكّلا تحالفًا. واستمرت هذه العلاقة الودية بعد تولي سليمان الحكم خلفًا لداوود، حيث كان كلاهما يصف الآخر بالأخ.
وتورد الأسفار التوراتية، لا سيما سفر الملوك الأول (الفصول 5–9) وسفر أخبار الأيام الثاني (الفصول 2–7)، وصفًا أدبيًا لتعاون حيرام مع سليمان في بناء الهيكل. وافق حيرام على طلب سليمان تزويده بخشب الأرز والسرو اللازم للبناء. وأخبره بأنه سيرسل الأخشاب بحرًا: «سأصنعها أطوافًا وأسير بها عبر البحر إلى المكان الذي تحدده، وهناك تُفكك لتأخذها».
في المقابل، أرسل سليمان له كميات من القمح والزيت كمقابل للأخشاب. كما استقدم سليمان صانعًا ماهرًا من صور يُدعى أيضًا حيرام (أو حورام آبي) للإشراف على بناء الهيكل. أما الحجارون، فقد جاءوا من مدينة جبيل (بيبلوس) لقطع الحجارة اللازمة للبناء.
بعد الانتهاء من بناء الهيكل والقصر (الذي استغرق 13 سنة إضافية)، قدّم سليمان عشرين مدينة في شمال غرب الجليل، بالقرب من صور، كنوع من السداد للملك حيرام. ومع ذلك، لم يكن حيرام راضيًا عن هذه الهبة، وسأل: «ما هذه المدن التي أعطيتني إياها، يا أخي؟». ثم أطلق عليها اسم «أرض كابول»، ويذكر كاتب سفر الملوك الأول (الإصحاح 9) أنها دُعيت بهذا الاسم "حتى اليوم". ومع ذلك، ظل حيرام على علاقة ودية مع سليمان.
ويُكمل سفر أخبار الأيام الثاني بعض التفاصيل التي لم ترد في سرد سفر الملوك الأول، حيث يشير إلى أن الأخشاب التي أُرسلت على هيئة أطواف وصلت إلى مدينة يافا على ساحل البحر الأبيض المتوسط. ويُذكر أن سليمان، بالإضافة إلى القمح والزيت، أرسل أيضًا النبيذ إلى حيرام مقابل الأخشاب التي زوده بها.

### نقل تابوت العهد
وفقًا للرواية التوراتية، كان الغرض من معبد سليمان هو إيداع تابوت العهد بداخله. يورد سفر الملوك الأول 8:1–9 وسفر أخبار الأيام الثاني 5:2–10 أن الكهنة واللاويين نقلوا تابوت العهد من مدينة داود إلى الهيكل في الشهر السابع من السنة، خلال عيد المظال. وقد وُضع التابوت داخل قدس الأقداس، وهو أقدس موضع في الهيكل.

### تدشين الهيكل
يروي سفر الملوك الأول 8:10–66 وسفر أخبار الأيام الثاني 6:1–42 أحداث تدشين الهيكل. فعندما خرج الكهنة من قدس الأقداس بعد أن وضعوا تابوت العهد في مكانه، امتلأ الهيكل بسحابة كثيفة وقوية حالت دون إتمام مراسم التدشين، حيث جاء في النص:
"لأن مجد الرب قد ملأ بيت الرب، فلم يستطع الكهنة أن يقفوا ليخدموا" (الملوك الأول 8:10–11؛ أخبار الأيام الثاني 5:13–14).
وقد فسّر سليمان ظهور هذه السحابة على أنه دليل على أن عمله التقي قد نال قبول الرب، فقال:
"قال الرب إنه يسكن في الظلام الكثيف. قد بنيتُ لك بيتًا ساميًا، مكانًا لسُكناك إلى الأبد." — الملوك الأول 8:12–13
وهذا يشير إلى ما ورد في سفر اللاويين 16:2:
"وقال الرب لموسى: قل لأخيك هارون ألا يدخل في كل وقت إلى القدس داخل الحجاب أمام غطاء التابوت، لئلا يموت، لأني أتراءى في السحاب فوق الغطاء."
يشير تفسير المنبر (The Pulpit Commentary) إلى أن:
"كان لدى سليمان كل مبرر لربط الظهور الإلهي (الثيوفانيا) بالسحابة الكثيفة".
وذلك استنادًا إلى التقاليد الكتابية التي كانت تصوّر حضور الله في شكل سحابة كثيفة، كما في مواضع أخرى من العهد القديم، مما يعزز تفسير سليمان بأن السحابة تمثل علامة على حضور الله وقبوله للهيكل.
ثم قاد سليمان جماعة إسرائيل كلها في صلاة جماعية، مشيرًا إلى أن بناء الهيكل يُمثّل تحقيقًا لوعد الله لداود، ومكرّسًا الهيكل كمكانٍ للصلاة والمصالحة ليس فقط لشعب إسرائيل، بل أيضًا للغرباء المقيمين في أرض إسرائيل. كما أشار إلى المفارقة اللاهوتية في أن الإله، الساكن في السماوات، لا يمكن أن يُحتوى حقًا داخل بناء واحد.
اختُتمت مراسم التدشين باحتفال موسيقي وتقديم ذبائح ضخمة، ذُكر أنها شملت "اثنين وعشرين ألف ثور، ومئة وعشرين ألف شاة". وقد قُدّمت هذه الذبائح خارج الهيكل، في "وسط الدار التي أمام بيت الرب"، لأن المذبح الداخلي، رغم أبعاده الكبيرة، لم يكن كافيًا لاستيعاب تلك القرابين الكثيرة في ذلك اليوم.
واستمرت الاحتفالات ثمانية أيام، حضرها "جمع عظيم جدًا [تجمعوا] من مدخل حماة إلى وادي مصر". وأدى حلول عيد المظال بعد ذلك مباشرة إلى تمديد مدة الاحتفال إلى أربعة عشر يومًا، قبل أن يُعاد الناس إلى بيوتهم.
وبعد انتهاء التدشين، ظهر الله لسليمان في حلم، وأبلغه أنه قد سمع صلاته، وأنه سيستجيب لصلوات بني إسرائيل إذا سلكوا في أربعة سُبل تحرّك الله للاستجابة: التواضع، والصلاة، والطلب إلى وجهه، والرجوع عن طرقهم الشريرة. أما إذا حادوا وتركوا وصاياه وعبدوا آلهة أخرى، فإن الله سيتخلى عن الهيكل قائلاً: "هذا البيت الذي قدّسته لاسمي أطرحه من أمامي".

### نهب الهيكل
وفقًا للسرد التوراتي، تعرّض هيكل سليمان لعمليات نهب عدة مرات. ففي السنة الخامسة من حكم رحبعام (ويُؤرخ ذلك عادةً بسنة 926 قبل الميلاد)، هاجم فرعون مصر شيشق (الذي يُحدَّد عادة مع الملك شيشنق الأول) وأخذ كنوز الهيكل وبيت الملك، بما في ذلك الدروع الذهبية التي صنعها سليمان. فاستعاض رحبعام عنها بدروع من النحاس (سفر الملوك الأول 14:25؛ أخبار الأيام الثاني 12:1–12).
وبعد نحو قرن، تقدم يهوآش ملك مملكة إسرائيل الشمالية نحو أورشليم، وخرّب جزءًا من سور المدينة، ونهب كنوز الهيكل والقصر (الملوك الثاني 14:13–14).
في وقت لاحق، وعندما كان آحاز ملك يهوذا مهددًا بالهزيمة على يد رصين ملك آرام دمشق، وفقح ملك إسرائيل، طلب المساعدة من تغلث فلاسر الرابع ملك آشور. ولإقناعه، "أخذ الفضة والذهب الموجودة في بيت يهوه، وفي خزائن بيت الملك، وأرسلها هديةً إلى ملك آشور" (الملوك الثاني 16:8).
وفي موقف حرج آخر، قام حزقيا بنزع الذهب عن أبواب ومداخل الهيكل التي كان قد غلّفها بنفسه، وقدّمه جزيةً إلى الملك سنحاريب ملك آشور (الملوك الثاني 18:15–16).

### ترميم يهوآش
يروي سفر الملوك الثاني 12:1–17 وسفر أخبار الأيام الثاني 24:1–14 أن الملك يهوآش، بالتعاون مع كهنة الهيكل، نظّم برنامج ترميم للهيكل، وقد تم تمويله من خلال تبرعات الشعب. أعيد بناء الهيكل ليعود إلى حالته الأصلية، كما تم تعزيزه وتدعيمه بشكل إضافي.

### الدمار على يد البابليين
بحسب الرواية التوراتية، نَهَبَ الملك نبوخذ نصر الثاني، ملك الإمبراطورية البابلية الحديثة، الهيكل عندما هاجم البابليون أورشليم خلال فترة حكم يهوياكين القصيرة حوالي عام 598 قبل الميلاد (2 ملوك 24:13).
وبعد عقد من الزمن، عاد نبوخذ نصر لمحاصرة أورشليم، وبعد ثلاثين شهراً من الحصار، تمكّن جيشه من اقتحام أسوار المدينة في عام 587/586 قبل الميلاد. وسقطت المدينة في يده في يوليو من عام 586/585 قبل الميلاد. وبعد شهر، أُرسل نبوزرادان، قائد حرس نبوخذ نصر، ليحرق ويدمر المدينة. ووفقاً لما ورد في الكتاب المقدس: "أضرم النار في هيكل الرب، والقصر الملكي، وجميع بيوت أورشليم" (2 ملوك 25:9). ثم تم نهب كل ما له قيمة ونُقل إلى بابل (2 ملوك 25:13–17).
تُفيد التقاليد اليهودية أن الهيكل دُمّر في يوم التاسع من آب (تِشَعاه بآف) حسب التقويم العبري، وهو اليوم نفسه الذي دُمّر فيه الهيكل الثاني لاحقًا. وتذكر المصادر الربانية أن الهيكل الأول بقي قائماً لمدة 410 سنوات، وتستند إلى العمل التلمودي من القرن الثاني "سدر عولام ربه" في تحديد بداية البناء في عام 832 قبل الميلاد ودماره في عام 422 قبل الميلاد (السنة 3338 وفقًا للتقويم العبري)، أي بفارق 165 سنة عن التقديرات الأكاديمية الحديثة. ويذكر المؤرخ اليهودي يوسيفوس فلافيوس أن "الهيكل أُحرق بعد مرور 470 سنة وستة أشهر وعشرة أيام على بنائه".
تم بناء الهيكل الثاني لاحقًا في عام 515 قبل الميلاد بعد عودة اليهود من السبي البابلي.

## الطراز المعماري

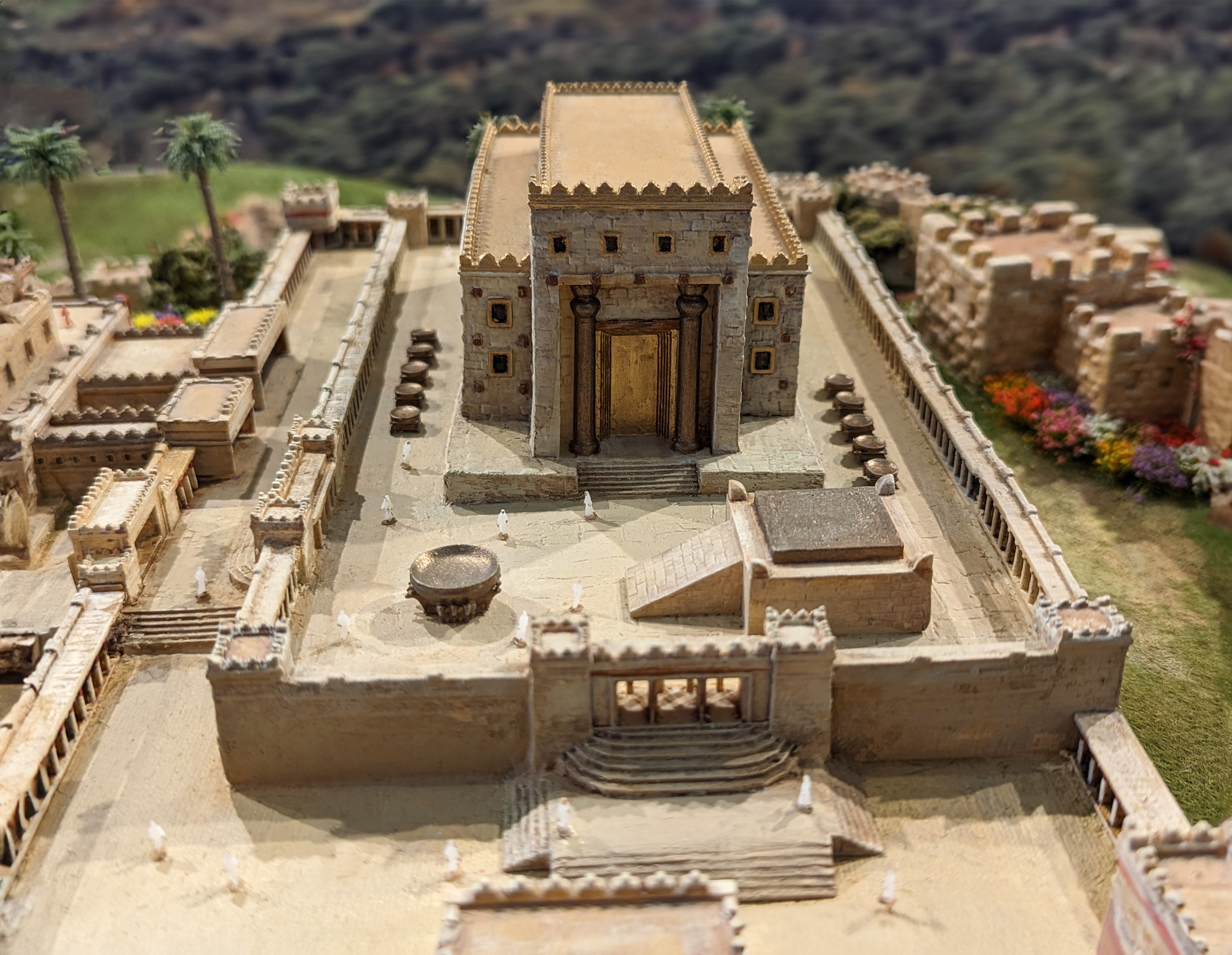
نموذج لهَيْكَل سليمان في القدس، حوالي عام 950 قبل الميلاد. تم تصويره في معرض خاص أقيم في قاعة أرمسترونغ في إدمنتون، أوكلاهوما.

يتميز الوصف المقدم لمعبد سليمان في سفر الملوك الأول وسفر أخبار الأيام الثاني بتفاصيل دقيقة، لكن محاولات إعادة بنائه واجهت العديد من الصعوبات. يحتوي الوصف على مصطلحات تقنية فقدت معانيها الأصلية مع مرور الزمن. قدمت الدراسات الأثرية نظائر من الشرق الأدنى القديم للميزات المعمارية، والأثاث، والزخارف. واعتبر عالم الآثار الإسرائيلي المعاصر إسرائيل فينكلشتاين أن معبد سليمان بُني وفق تصميم فينيقي، وأن وصفه يتماشى مع شكل المعابد الفينيقية؛ بينما وصفه آخرون كهيكل من نوع "المعبد في أنطيس" (temple in antis). في عام 2011، اكتُشفت ثلاثة أضرحة صغيرة محمولة في خربة قيافة، وهي موقع أثري يبعد 30 كم عن القدس ويعود تاريخه إلى الفترة بين 1025 و975 قبل الميلاد، وهي الفترة التي تشمل المدد الزمنية لحكم داود وسليمان حسب الرواية التوراتية. الأضرحة الصغيرة هي صناديق مزخرفة بأنماط معمارية وزخرفية مبهرة. اقترح أحد المشاركين في الحفريات، عالم الآثار الإسرائيلي يوسف غارفينكل، أن نمط وزخرفة هذه الأغراض الطقسية مشابهة جداً للوصف التوراتي لبعض ملامح معبد سليمان.
يصنف علماء الآثار الوصف التوراتي لمعبد سليمان على أنه بناء من نوع "لانغباو" (langbau)، أي بناء مستطيل الشكل أطول من عرضه. ويصنف أيضاً كبناء ثلاثي الأجزاء، يتكون من ثلاث وحدات: "الأولام" (المدخل أو الرواق)، و"الهيكل" (المقدس)، و"الدبير" (قدس الأقداس). كما يُعتبر معبدًا ذو محور مستقيم، مما يعني وجود خط مستقيم من المدخل حتى الحجرة الأعمق في المعبد.

### الرواق
كان الأولام، أو الرواق، يضم عمودين من البرونز يُدعيان ياخين وبوعاز. ومن الواضح من الأوصاف التوراتية أنه غير واضح ما إذا كان الرواق غرفة مغلقة، أو مدخلًا مغطى بسقف، أو فناءً مفتوحًا. لذلك، لا يُعرف ما إذا كانت الأعمدة قائمة بذاتها أو عناصر هيكلية مدمجة داخل الرواق. إذا كانت الأعمدة مدمجة في الرواق، فقد يشير ذلك إلى أن التصميم تأثر بمعابد مماثلة في سوريا أو حتى تركيا، التي كانت مركزًا للإمبراطورية الحيثية القديمة. وبينما تُظهر معظم إعادة بناء المعبد أن الأعمدة كانت قائمة بذاتها، فإن يوسف جارفينكل ومادلين مومجولو يرون أنه من المحتمل أن الأعمدة كانت تدعم سقفًا فوق الرواق.

### الحرم (الغرفة الرئيسية)
كان الرواق يؤدي إلى الهيكل، وهو الحجرة الرئيسية أو قدس الأقداس. بلغ طول الهيكل 40 ذراعًا، وعرضه 20 ذراعًا، وارتفاعه 30 ذراعًا، وكان يحتوي على شمعدان، وطاولة، ومذبح مغطى بالذهب يستخدم لتقديم القرابين. في الهيكل، كانت أرغفة خبز العرض تُوضع كقربان لله. في نهاية الهيكل كانت هناك باب خشبي، يحرسه كروبيان، يؤدي إلى قدس الأقداس.

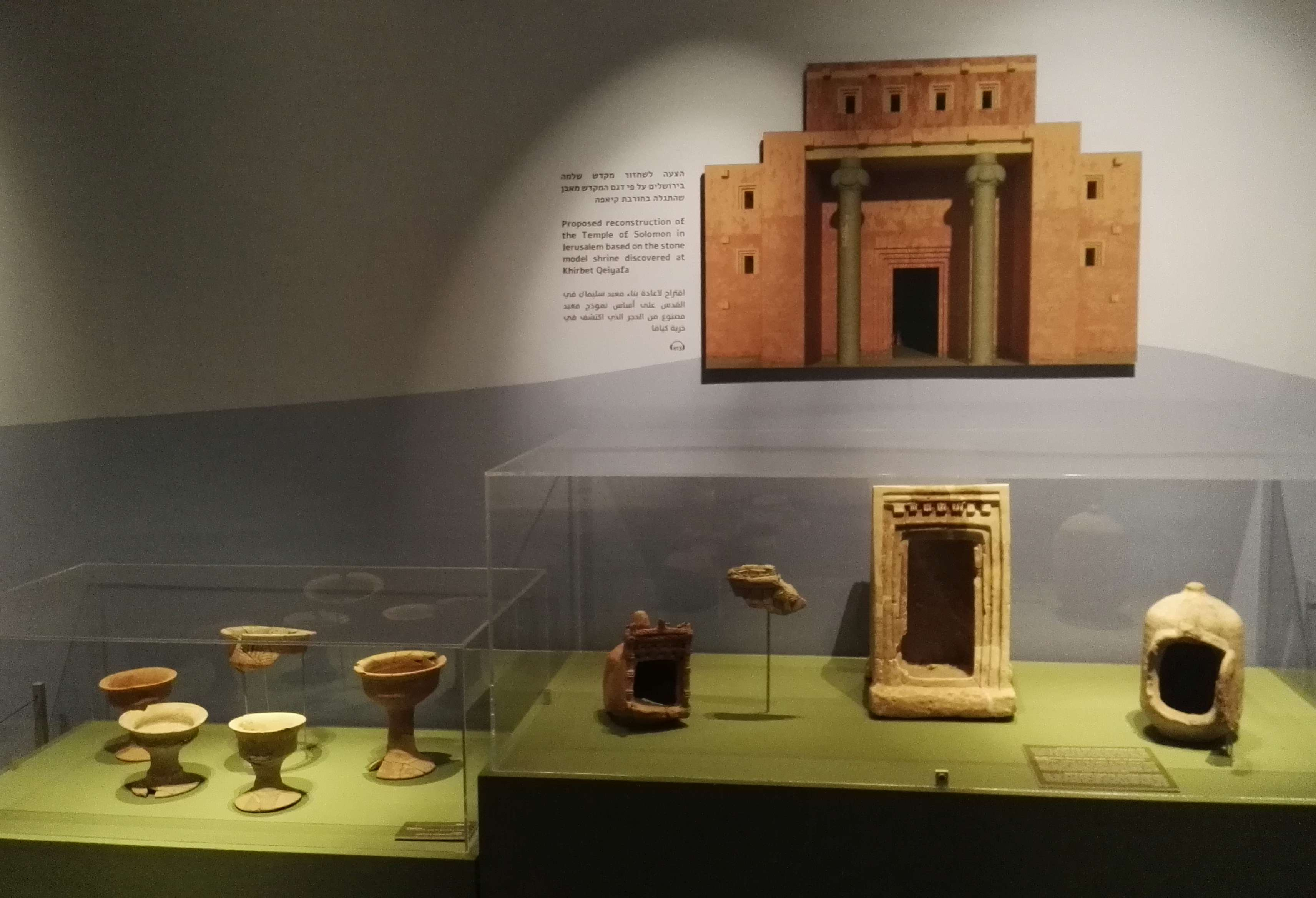
إعادة الإعمار المقترحة لهَيْكَل سليمان (2013) في متحف أراضي الكتاب المقدس ، تعتمد على نموذج لمذبح يعود إلى القرن العاشر قبل الميلاد تم اكتشافه في خربة قيافة.

كانت جدران الهيكل مبطنة بأخشاب الأرز، التي نُقشت عليها صور كروبيان، ونخيل، وزهور مفتوحة مغطاة بالذهب (1 ملوك 6:29–30). وكانت سلاسل من الذهب تفصل بين الهيكل وقدس الأقداس. أرضية الهيكل كانت من خشب التنوب ومغطاة بالذهب. وأعمدة الأبواب من خشب الزيتون وكانت تدعم أبوابًا قابلة للطي من خشب التنوب. أما أبواب قدس الأقداس فكانت من خشب الزيتون. وعلى كلا البابين نُقشت صور كروبيان، ونخيل، وزهور، كلها مغطاة بالذهب (1 ملوك 6:15 وما بعدها).
كان هذا البناء الرئيسي يقع بين المذبح الخارجي، حيث كانت تُقام معظم الذبائح، وداخل الهيكل عند الطرف البعيد كان مدخل قدس الأقداس الذي يحتوي في الأصل على تابوت العهد. احتوى الهيكل الرئيسي على عدد من الأدوات الطقسية المقدسة بما في ذلك الشمعدان ذي الفروع السبعة، مذبح البخور الذهبي، وطاولة خبز العرض. ووفقًا لـ 1 ملوك 7:48، كانت هذه الطاولات من الذهب، وكذلك خمسة شمعدانات على كل جانب من المذبح. كما أن ملاقط الشموع، والأحواض، ومطفآت الشموع، ومجارف النار، وحتى مفصلات الأبواب كانت من الذهب أيضًا.

### قدس الأقداس
كان قدس الأقداس، الذي يُسمى أيضاً "البيت الداخلي"، مربع الأبعاد حيث يبلغ طوله وعرضه وارتفاعه 20 ذراعًا لكل منها. والتفسير الشائع للاختلاف بين ارتفاع قدس الأقداس (20 ذراعًا) وارتفاع المعبد الكامل (30 ذراعًا) هو أن أرضية قدس الأقداس كانت مرتفعة، مثل الخلية الداخلية في معابد قديمة أخرى.
كانت أرضيته وجدرانه مغطاة بخشب أرز لبنان، وطلِيَت جدرانه وأرضيته بطبقة من الذهب تقدر بحوالي 600 تالة، أي ما يعادل حوالي 20 طنًا متريًا من الذهب. احتوى قدس الأقداس على تمثالين للكروبيم مصنوعين من خشب الزيتون، كل واحد منهما يبلغ ارتفاعه 10 أذرع، وأجنحتهما ممدودة بعرض 10 أذرع، بحيث إنهما وقفا جنبًا إلى جنب وكانت الأجنحة تلامس الجدران من كلا الجانبين وتلتقي في مركز الغرفة.
كان هناك باب ذو ورقتين بين قدس الأقداس والمكان المقدس، مغطى بالذهب، بالإضافة إلى ستارة من ألوان تكحلت (الأزرق)، والأرجواني، والأحمر القرمزي، وقماش الكتان الناعم. لم يكن للغرفة نوافذ، وكانت تُعتبر مسكن "اسم" الله.
تم تجهيز قدس الأقداس لاستقبال تابوت العهد وإيوائه، وعندما تم تدشين المعبد، وُضع التابوت، الذي يحتوي على الألواح الأصلية للوصايا العشر، تحت الكروبيم.

### الغرف المحيطة
بنيت غرف حول المعبد من الجوانب الجنوبية والغربية والشمالية (1 ملوك 6:5–10). وكانت هذه الغرف جزءًا من البناء وتُستخدم للتخزين. يُعتقد أنها كانت في البداية مكونة من طابق واحد فقط، وقد أضيف طابقان آخران لاحقًا.

### الأفنية
وفقًا للكتاب المقدس، كان المعبد محاطًا بفناءين. الفناء الداخلي (1 ملوك 6:36)، أو فناء الكهنة (2 أخبار الأيام 4:9)، كان مفصولًا عن المساحة الخارجية بجدار مكوّن من ثلاث طبقات من الحجارة المشذبة، تعلوه عوارض من خشب الأرز (1 ملوك 6:36). احتوى هذا الفناء على مذبح المحرقة (2 أخبار الأيام 15:8)، وموقد البحر النحاسي (4:2–5، 10)، وعشرة مواقد أخرى (1 ملوك 7:38، 39). كان هناك مذبح نحاسي قائم أمام المعبد (2 ملوك 16:14) بأبعاد 20 ذراعًا مربعًا وارتفاع 10 أذرع (2 أخبار الأيام 4:1).
أما الفناء الكبير فكان يحيط بالمعبد بأكمله (2 أخبار الأيام 4:9)، وهو المكان الذي يجتمع فيه الناس للعبادة (إرميا 19:14؛ 26:2).

### البحر النحاسي
بحسب الكتاب العبري، كان "البحر المصهور" أو "البحر النحاسي" (بالعبرية: ים מוצק، أي "البحر المصبوب") عبارة عن حوض كبير في الهيكل مخصص لغسل وتطهير الكهنة. ويوصف في الإصحاحات 7:23-26 من سفر الملوك الأول و4:2-5 من سفر أخبار الأيام الثاني.

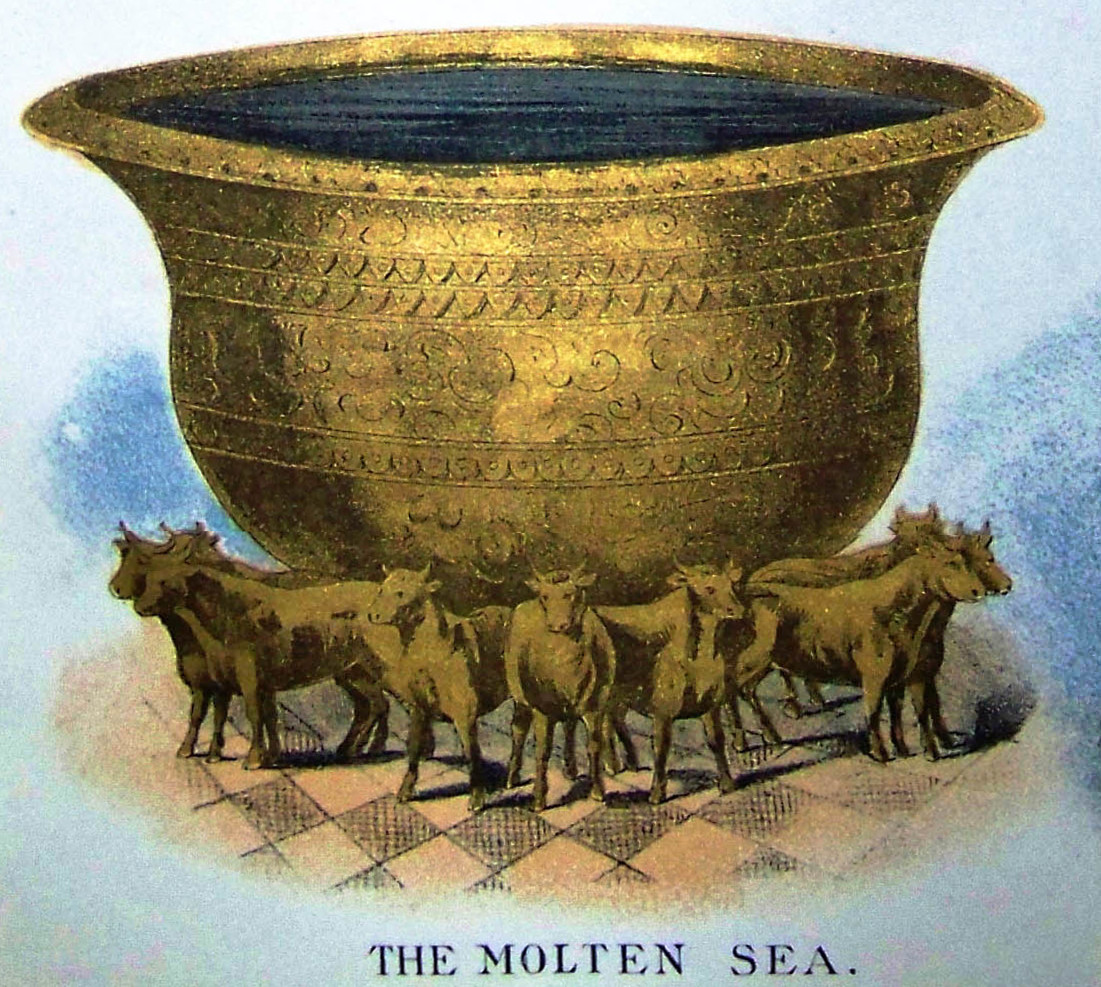
البحر المصهور، رسم توضيحي في نسخة هولمان للكتاب المقدس، 1890

وفقًا للكتاب المقدس، كان هذا الحوض موجودًا في الركن الجنوبي الشرقي من الفناء الداخلي للهيكل. وكان ارتفاعه خمسة أذرع، وقطره عشرة أذرع من حافته إلى الأخرى، ومحيطه ثلاثون ذراعًا. وكانت حافته تشبه "كأس زنبق" وتتجه إلى الخارج بحوالي عرض اليد (حوالي أربع بوصات). وكان الحوض مثبتًا على ظهور اثني عشر ثورًا (ثيران)، متجهين بوجوههم إلى الخارج.
ذكر سفر الملوك أن الحوض يحتوي على حوالي 2000 باط (ما يعادل حوالي 90 متر مكعب من الماء)، بينما سفر أخبار الأيام يذكر أنه يمكن أن يحتوي حتى 3000 باط (حوالي 136 متر مكعب)، وكان الغرض منه تمكين الكهنة من التطهير بالاغتسال الكامل (الغمر). وبسبب ضخامة الحوض، يعتقد أن الماء كان يتدفق منه إلى وعاء فرعي تحته.
وكان الماء في الأصل يُجلب من قبل الجبعونيين، ثم جرى توصيله عبر قناة من "أحواض سليمان". صنع هذا الحوض من النحاس أو البرونز الذي أخذه سليمان من مدن استولى عليها من حدادعزر بن رهوب ملك صوباح (1 أخبار الأيام 18:8). لاحقًا، أزاله حزقيا من فوق ظهور الثيران ووضعه على أرضية حجرية (2 ملوك 16:17). ودُمر هذا الحوض على يد الإمبراطورية البابلية الجديدة (2 ملوك 25:13).
خارج الهيكل أيضًا كان هناك عشرة مغاطس (مغاسل) أخرى، كل واحدة منها تسع "أربعين باطًا" من الماء (1 ملوك 7:38)، وكانت موضوعة على حوامل نحاسية مزودة بعجلات ومزينة بأشكال أسود وكروبيم (كائنات ملائكية) وأشجار النخيل. ويصف مؤلف سفر الملوك تفاصيل هذه الأواني بدقة كبيرة (1 ملوك 7:27-37). كما ذكر المؤرخ اليهودي يوسفوس أن أواني الهيكل كانت مصنوعة من الأوريكالكم (نوع من النحاس الأصفر) ومغطاة بالذهب في كتابه "آثار اليهود".

## العبادة
استمرت عبادة الإلهة عشتارة (عشيرة) حتى عهد الملك يوشيا، كما يشير تمثال صغير يعود تاريخه إلى القرنين الثامن حتى السادس قبل الميلاد. في عهد المملكة الموحدة، كُرس الهيكل ليهوه، إله إسرائيل، لكن من عهد الملك منسى ملك يهوذا وحتى الملك يوشيا، كان يُعبد في الهيكل أيضًا البعل و"جند السماء".
قبل إصلاحات يوشيا، كان هناك تمثال لعشيرة في الهيكل (سفر الملوك الثاني 23:6)، وكانت الكاهنات تصنع أقمشة طقسية مخصصة لها (سفر الملوك الثاني 23:7). كما كان بجانب الهيكل بيت للبغايا المقدسات (سفر الملوك الثاني 23:7) اللاتي كن يمارسن البغاء المقدس في المكان ذاته. ولا يزال غير واضح ما إذا كانت تلك البغايا من الذكور والإناث معًا أم من الذكور فقط.
يرى معظم علماء الكتاب المقدس أن عشيرة كانت زوجة يهوه وتُعبد معه، لكن هناك أقلية معتبرة من الباحثين تعتقد أن "عشيرة" في الهيكل كانت في الأصل عمودًا خشبيًا وليس تمثالًا. ورغم أن هذا العمود كان رمزًا للإلهة، إلا أن بعض الباحثين يرون أنه تحول لاحقًا إلى رمز ليهوه ذاته. وفقًا لريتشارد لاوري، كان يهوه وعشيرة يتقدمان مجموعة من الآلهة اليهودية الأخرى التي كانت تُعبد في الهيكل.
وكان في الهيكل أيضًا عربات للشمس (سفر الملوك الثاني 23:11)، ويصف النبي حزقيال في رؤياه عبّاد الهيكل وهم يتجهون نحو الشرق ويسجدون للشمس (حزقيال 8:16). ويعتقد بعض الباحثين مثل مارغريت باركر أن هذه الممارسات تعكس وجود عبادة شمسية، قد تكون استمرارًا لعبادة يبوستية قديمة للإله صدق، أو ربما تمثل تحوّلًا لشكل من أشكال عبادة يهوه التي امتزجت بعناصر شمسية.
حسب التناخ، كان الهيكل يحوي تابوت العهد الذي احتوى على لوحي الوصايا العشر، وقد نُقل التابوت من قرية كريات يعاريم إلى القدس بيد داود قبل أن يُوضع في هيكل سليمان. ويرى كثير من الباحثين أن التابوت كان يُعتبر مَوطئ قدم يهوه، الذي يُعتقد أنه يجلس عليه بشكل غير مرئي. وترى الباحثة فرانسيسكا ستافراكوبولو أن يهوه كان يُصوَّر فعليًا فوق التابوت كتمثال عبادي، وأنه لم يُنظر إليه كإله غير مرئي إلا بعد السبي البابلي، عندما أضيف تحريم صنع الصور المنحوتة إلى الوصايا العشر. في المقابل، يرى بعض الباحثين أن قصة التابوت كُتبت بشكل مستقل وأُدرجت لاحقًا في السرد التوراتي قبل السبي. ويعتقد الباحث توماس رومر أن التابوت ربما كان يحتوي على تماثيل ليهوه وعشيرة، وربما بقي في كريات يعاريم لفترة طويلة حتى قبل الغزو البابلي.
مع إصلاحات الملك يوشيا، أُزيلت من الهيكل أدوات عبادة الشمس وعشيرة، وتم إنهاء ممارسة البغاء المقدس وعبادة البعل وجند السماء.

### القربان
كان القُربان في الشريعة اليهودية ذبيحة من الحيوانات الطاهرة مثل الثور أو الخروف أو الماعز أو الحمام، تُذبح وفقًا لطقوس الذبح الشرعي اليهودي. كما كانت القرابين قد تتكوّن أيضًا من الحبوب أو الدقيق أو الخمر أو البخور. غالبًا ما كان القربان يُطهى ويؤكل معظمه من قِبل مقدِّم القربان، بينما يُعطى جزء منه للكهنة، وتحرق أجزاء صغيرة منه على مذبح الهيكل في القدس. وفي حالات خاصة فقط، كان يُقدَّم القربان بالكامل لله وحده، كما في حالة "التيس الذي يُرسل إلى البرية" (التيس المرسل).
في عهد الملك يوشيا، تم توحيد تقديم الذبائح في هيكل سليمان، وأُلغيت أماكن الذبح الأخرى، فأصبح الهيكل مركز الذبح الرئيسي وجزءًا مهمًا من اقتصاد القدس.

## الإرث

### الماسونية
تشير الطقوس في الماسونية إلى الملك سليمان وبناء هيكله. تُسمى المباني الماسونية، حيث تجتمع المحافل وأعضاؤها، أحيانًا بـ"المعابد"؛ وهو تعبير مجازي يشير إلى هيكل الملك سليمان.

### الكابالا
تعتبر الكابالا أن تصميم هيكل سليمان يمثل العالم الميتافيزيقي ونزول نور الخالق عبر صفات الحياة (سفيروت) في شجرة الحياة. تمثل مستويات الساحات الخارجية والداخلية وساحة الكهنة العوالم الثلاثة الدنيا في الكابالا. تمثل الأعمدة بواعز ويخين عند مدخل الهيكل العناصر الفعالة والسلبية في عالم أتزيلوت. تمثل المندلة الأصلية وأفرعها السبعة السفيروت السبعة الدنيا لشجرة الحياة. يمثل حجاب قدس الأقداس والجزء الداخلي من الهيكل حجاب الهاوية على شجرة الحياة، وراءه تحوم الشخينة أو الحضور الإلهي.

### البنيان
ألهم الوصف التوراتي للهيكل نسخاً حديثة وأثر على مبانٍ لاحقة حول العالم. تم بناء إسكوريال، مقر إقامة ملك إسبانيا التاريخي في القرن السادس عشر، وفق خطة مستمدة من أوصاف هيكل سليمان.
تم اعتماد نفس التصميم المعماري للهيكل في الكنيسات، مما أدى إلى استخدام مصطلح الهيكل (hekhal) في التقاليد السفاردية ليشير إلى تابوت التوراة في التقاليد الأشكنازية، وهو ما يعادل صحن الكنيسة.

### الثقافة الشعبية
ظهر هيكل سليمان في فيلم "سليمان وسبأ" (1959). كما ظهر في سلسلة ألعاب الفيديو أساسنز كريد.

## معابد معاصرة أخرى
هناك أدلة أثرية وكتابية على وجود ثلاثة معابد إسرائيلية، إما معاصرة أو ذات تاريخ قريب جدًا، مكرسة ليهوه (معبد إليفانتين، وربما معبد أَراد أيضًا)، سواء في أرض إسرائيل أو في مصر. اثنان منها لهما نفس المخطط العام الذي تذكره الكتابات المقدسة عن هيكل القدس.
- المعبد الإسرائيلي في تل أَراد في يهوذا، من القرنين العاشر إلى الثامن/السابع قبل الميلاد، وربما كان مكرسًا ليهوه وآشره.
- المعبد اليهودي في إليفانتين بمصر، وكان قائمًا بالفعل في عام 525 قبل الميلاد.
- المعبد الإسرائيلي في تل موتزا، حوالي 750 قبل الميلاد، تم اكتشافه عام 2012 على بعد بضعة كيلومترات غرب القدس.
- وقد عُثر على عدة معابد من العصر الحديدي في المنطقة، لها تشابه لافت مع هيكل الملك سليمان. لا سيما معبد عين درة في شمال سوريا، الذي يمتاز بعمر وحجم وتصميم وزخارف مشابهة.

## الهيكل في النصوص الدينية
حسب ما يرد في الكتاب المقدس (سفر الملوك الأول إصحاح 5-6) بناه الملك سليمان (النبي سليمان في الإسلام) إتماماً لعمل أبيه الملك داود (النبي داود في الإسلام) بأمر من الله. وكان داود هو الذي نقل تابوت العهد والأحجار المنقوش عليها شريعة موسى إلى مدينة أورشليم بعد احتلالها من اليبوسيين. أما سليمان فبنى الهيكل في أورشليم ووضع فيه التابوت والأحجار وجعل المكان معبدا لله. ويذكر سفر الملوك الأول (الأصحاح 6-9) أن بناء الهيكل استمر 16 عاما (من السنة الرابعة بعد توليه العرش وحتى السنة العشرين) وأنه تم بالاستعانة بحيرام ملك صور الفينيقي الذي باعه الأخشاب وأرسل إليه كبار صناعه.
وطبقاً لما ذكرته المصادر التاريخية، فقد تم بناء الهيكل وهدمه ثلاث مرات؛ فقد تم تدمير مدينة القدس والهيكل عام 587 ق.م على يد نبوخذ نصر ملك بابل وسبي أكثر سكانها، وأعيد بناء الهيكل حوالي 520-515 ق.م وهُدم الهيكل للمرة الثانية خلال حكم المكدونيين على يد الملك أنطيوخوس الرابع بعد قمع الفتنة التي قام بها اليهود عام 170 ق.م، وأعيد بناء الهيكل مرة ثالثة على يد هيرودوس الذي أصبح ملكاً على اليهود عام 40 ق.م بمساعدة الرومان. وهدم الهيكل للمرة الثالثة على يد الرومان عام 70 م ودمروا القدس بأسرها.

### التشكيك في وجود الهيكل
بشكل عام، يرى بعض علماء الآثار أن اليهود لم يعيشوا مطلقاً في مدينة القدس ولم يتم بناء أي هيكل على مر العصور، وأن قصص الهيكل مجرد قصص مختلقة.

## الخلاف حول مكان الهيكل
بعد الفتح الإسلامي بُني مسجد قبة الصخرة في عهد الخليفة الأموي عبد الملك بن مروان، الأمر الذي لا يقبله اليهود لأنهم لا يؤمنون بالإسلام كديانة منزلة من الله. بقي المسجد الأقصى على حاله التي هو عليها الآن، حتى بعد قيام إسرائيل التي تسعى لبناء هيكل سليمان أو الهيكل الثالث على جبل الهيكل (مصطلح يهودي) أو الحرم القدسي الشريف (مصطلح إسلامي)، فقامت بعدة محاولات هدفها استرجاع الهيكل وذلك بهدم المسجد الأقصى وإقامة الهيكل الثالث مكانه، وما زال الخلاف قائماً حوله بين المسلمين واليهود.

## جدال الهيكل الثالث
رأي الحاخامات من التيارات اليهودية المركزية، كما تعبر عنه مجلس الحاخامات الإسرائيلية، هو أن إعادة بناء الهيكل على جبل الهيكل (أي الحرم القدسي) في الوقت الراهن أمر ممنوع، وحتى بحظر الحاخامات زيارة الجبل لاعتباره ممنوع من زيارة اليهود حسب الشريعة اليهودية الحالية. أما الحاخامات اليهود فيقبل أكثريتهم هذا الافتراض ويعتبرون الحرم القدسي الشريف محظورا على اليهود لقدسيته، إذ لا يمكن في عصرنا أداء طقوس الطهارة المفروضة على اليهود قبل الدخول في مكان الهيكل حسب الشريعة اليهودية. مع ذلك، فيوجد عدد من الحاخامات الذين يسمحون بزيارة الحرم القدسي، وكذلك يزوره اليهود العلمانيون. أما الشرطة الإسرائيلية فتسمح لليهود بزيارة الحرم القدسي كسياح، ولكنها تحظر أداء الشعائر فيه.

## رأي الجماعات المسيحية حول بناء الهيكل

### مع بناء الهيكل
- المسيحيين الإنجيليين: يدعمون إعادة بناء هيكل سليمان كخطوة على طريق عودة يسوع المسيح، المسيّا وبداية معركة هرمجدون. ويذكر أنهم يدعمون إسرائيل في كل مواقفها وترى أن نهاية العالم قد صارت وشيكة.
- فريق الصلاة لأورشليم: تقوم بالدعم لإسرائيل لأن عودة السيد والمخلّص ترتبط بأورشليم مباشرةً وأنّ معظم النبوءات التوراتية تشير إلى أورشليم ونهاية الزمن، وإلى بناء الهيكل الجديد، والمسيخ الدجال، وقيام معركة هرمجدون.
- السفارة المسيحية الحولية: أنشأها الإنجيليون في سبتمبر 1980، وتعمدوا أن يكون مقرها في أورشليم. وللسفارة المسيحية خمس عشرة قنصلية في الولايات المتحدة الأمريكية، تقوم بأنواع متباينة من الأنشطة الفعالة لصالح إسرائيل عبرت عنها صحيفة الجيروزاليم بوست في مقال لها سنة1980 بأنه سيشمل تشجيع كل أنواع الدعاية للدفاع عن القضية اليهودية في الصحافة والراديو والأفلام والاجتماعات أو أي وسيلة إعلامية أخرى.
- منظمة الأغلبية الأخلاقية: وهي التي أسسها القس جيري فالويل سنة 1979 وهي ذات توجه ديني سياسي، لها برنامج إذاعي يومي يستمر لساعة كاملة، واسمه ساعة الإنجيل تبثه ستمائة محطة في أنحاء العالم، ولها مجلة دورية بعنوان (صوت المسيحية)، وينظم فالويل من خلال منظمته رحلات دورية إلى الأراضي المقدسة، ويضم أبرز جوانب الرحلة زيارات لوادي مجدو، ومواقع توراتية أخرى.
- هيئة المائدة المستديرة الدينية: تأسست سنة 1979 لتنسيق برنامج عمل اليمين المسيحي، وتضم عدداً كبيراً من أضخم المنظمات، ومن أنجح العاملين باليمين الديني ومن هذه المنظمات: منظمة مترجمو الكتاب المقدس[4] وعصبة الكنيسة في أمريكا. وهي منظمة أبحاث غاية في السرية، ولديها ملفات عن آلاف شخصيات العالمية، وتعتبر هذه الهيئة دعم إسرائيل لأسباب لاهوتية وإستراتيجية.
- مؤسسة جبل الهيكل: أسسها تيري ريزنهوفر هو تاجر أراضي وبترول من أجل العمل على تحقيق النبوءة التوراتية بشأن بناء الهيكل الثالث، وذكرت صحيفة دافار الإسرائيلية في مقال لها عام 1983 أن مؤسسة جبل الهيكل المسيحية الأمريكية جمعت عشرة ملايين دولار لتستخدمها في تقديم المعونة لبناء المستوطنات وشراء الأراضي من الأوقاف الإسلامية والمساعدة في مشروع إعادة الهيكل، وشارك ريزنهوفر في تنظيم حملة 1983 للاحتجاج على القبض على المستوطنين الإسرائيليين المتورطين في مؤامرة ضد المسجد الأقصى، وتبرع بتكاليف الدفاع عنهم. ولثرائه الكبير، تبرع تيري بمبالغ ضخمة لمنظمة الهيكل المقدس اليهودية.

## الرأي الإسلامي
للحرم القدسي قدسية خاصة لدى المسلمين فهو أولى القبلتين وثاني مسجد وُضع في الأرض وإليه أُسري بالرسول قبل أن يعرج إلى السماء في ليلة الإسراء والمعراج.

ويرى المسلمون أنه لا وجود لهيكل سليمان تحت المسجد الأقصى، وأنها قصة قد ألفها اليهود كذريعة لهدم المسجد الأقصى. في حين يرى البعض الآخر كابن خلدون وابن الوردي أن الهيكل كان موجوداً في الحقيقة، كما أن الهيكل ورد ذكره في القرآن الكريم في سورة الإسراء ((وَلِيَدْخُلُواْ الْمَسْجِدَ كَمَا دَخَلُوهُ أَوَّلَ مَرَّةٍ وَلِيُتَبِّرُواْ مَا عَلَوْا تَتْبِيرًا)) كما ورد ذكره في الأحاديث النبوية كحديث ((أوحى الله إلى سليمان بن داود أن يبني بيت المقدس وكانت أرضا لرجل فاشترى منه الأرض))

## موقع الهيكل
ليس هناك دليل على المكان الذي بُني فيه الهيكل. يرى ابن خلدون بأن موقعه هو في بيت المقدس تحت قبة الصخرة بينما تذكر بعض المصادر أنه بني خارج ساحات المسجد الأقصى. يدعي اليهود أن مكانه تحت قبة الصخرة، ويعتقد اليهود والمسيحيون أن مكان هيكل سليمان هو جبل الهيكل أو الحرم القدسي الشريف، ويقال أن هيكل سليمان موجود تحت بيت المقدس، ولهذا أراد اليهود قبل سنوات قليلة هدم المسجد الأقصى للبحث تحته عن هيكل سليمان.

## مواضيع ذات صلة
- المسجد الأقصى
- معبد القدس
- قبة الصخرة
- القدس
- صهيونية
- إسرائيل